# Korinthischer Helm

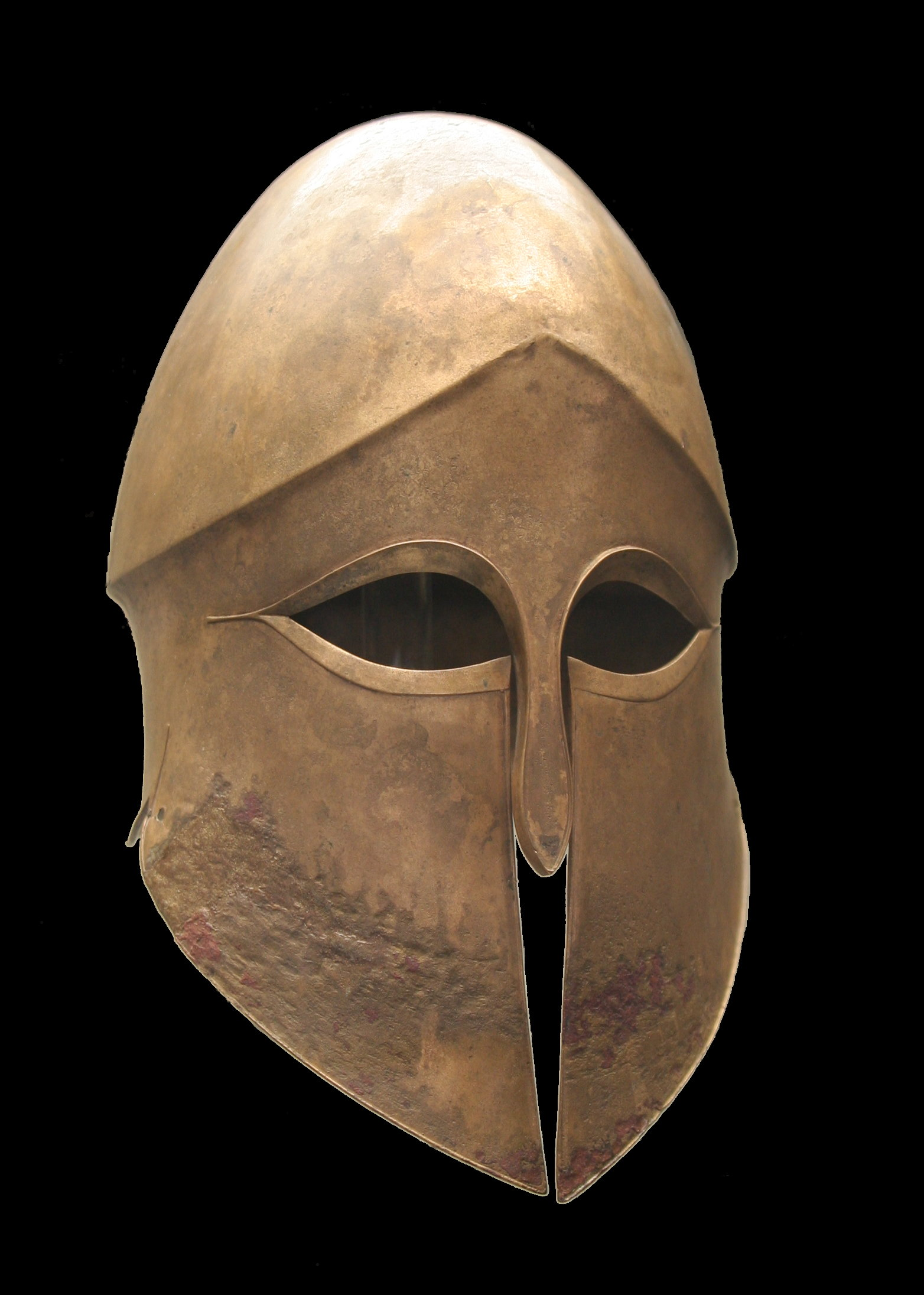
Korinthischer Helm (5. Jh. v. Chr.). Staatliche Antikensammlungen

Der zu Beginn des 7. Jahrhunderts v. Chr. entstandene korinthische Helm war in der antiken Welt als Helmtyp weit über die Grenzen Griechenlands bekannt. Er prägt das heutige Bild eines griechischen Helms. 
In der Antike entstanden verschiedene nach ihren Fundorten oder Verbreitungsgebieten benannte Helmarten. Herodot erwähnte eine Helmform, die der Handelsstadt Korinth zugeschrieben wird. Man nimmt an, dass der heute als korinthischer Helm bezeichnete Typus gemeint ist. Vermutlich hat der korinthische Helm auch seinen fertigungstechnischen Ursprung in Korinth. Der korinthische Helm wurde auf eine ähnliche Weise hergestellt wie damalige Bronzegefäße. Seine Herstellung war aufwendig und zeugt von hohem handwerklichem Geschick.

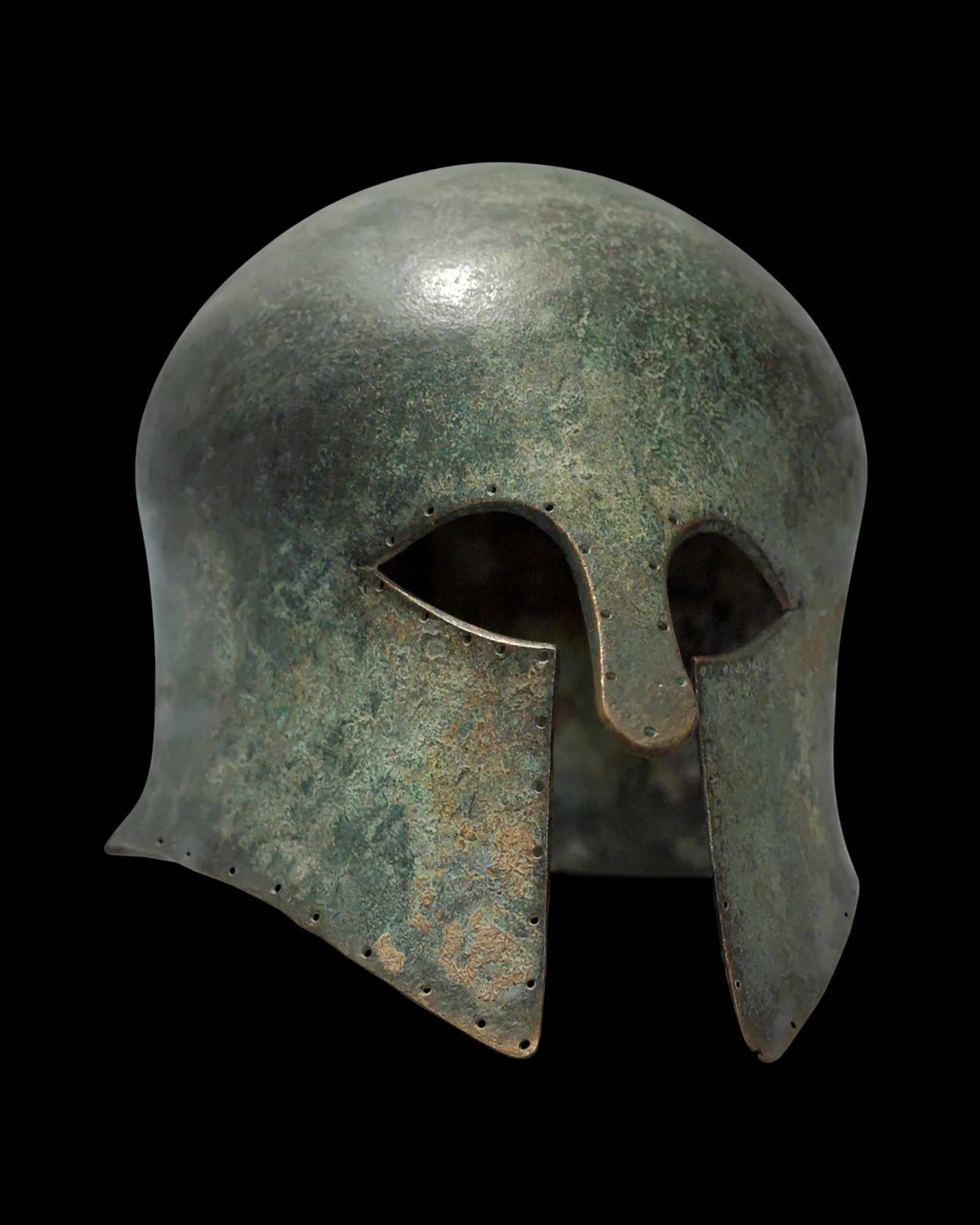
Korinthischer Helm des 6. Jahrhunderts v. Chr.

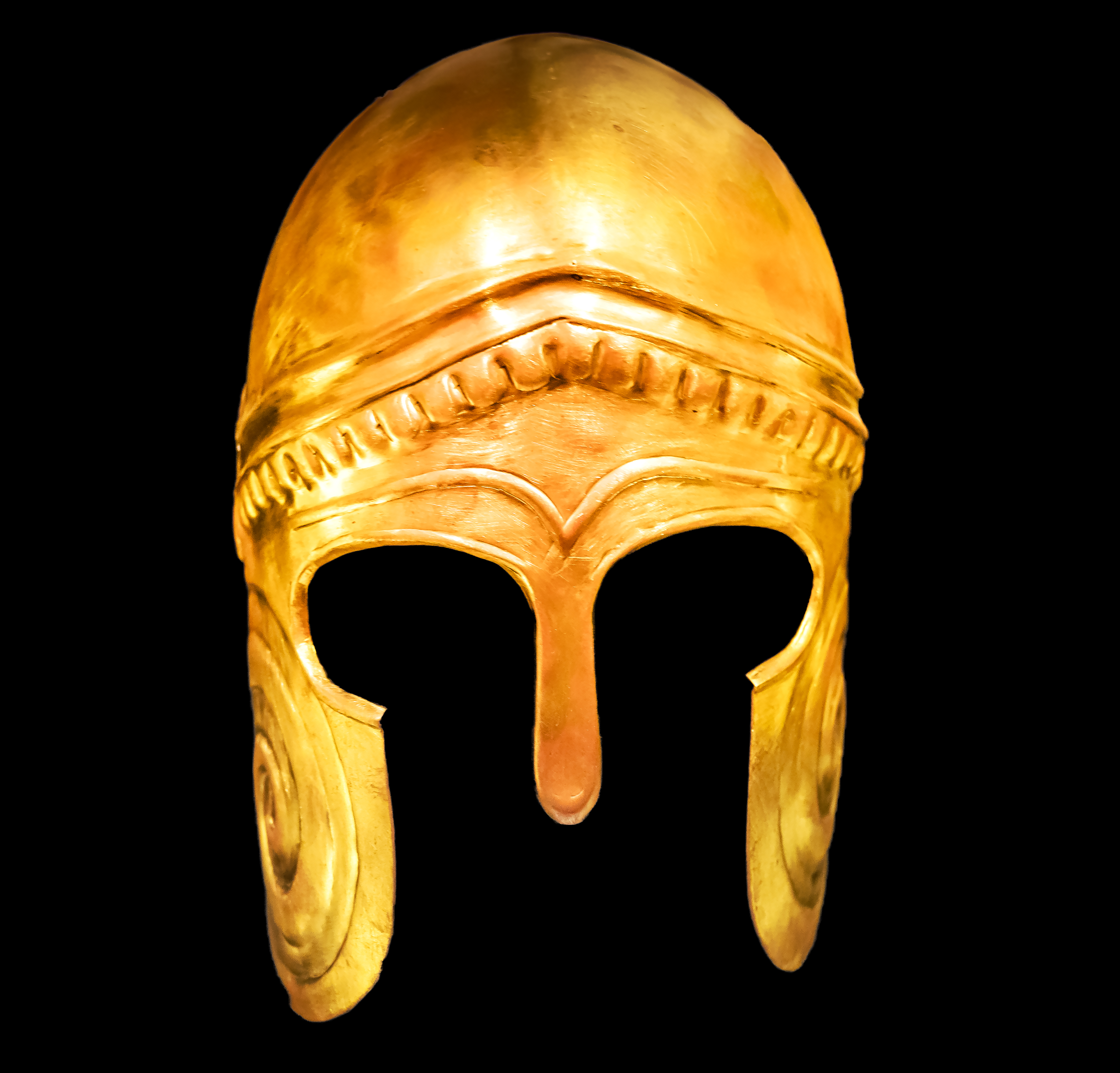
Moderne Nachbildung eines korinthischen Helms aus dem 5. bis 4. Jahrhundert v. Chr.

## Entwicklungsgeschichte

### A. Erste Stufe des korinthischen Helmes
Diese Helmform reicht in die Zeit des geometrischen Kegelhelms zurück. Früheste Beispiele finden sich in der Vasenmalerei.

#### 1. Einteilige Helme
Zwei Originalhelme aus der Entstehungszeit wurden in Delphi und Olympia gefunden. Der ältere, aus Olympia, besitzt einen kurzen Nasenschirm. Am Rand verlaufen Löcher, die für Nietstifte waren, um das Futter zu befestigen.
Häufig wurde der Helm mit einer Pferdemähne verziert, die in Längs- oder auch Querrichtung angebracht wurde und eingefärbt sein konnte.

#### 2. Zweiteilige Helme
Eine wesentlich einfachere Herstellungsweise war es, wenn der Helm aus zwei getriebenen Blechen bestand. Diese Technik hat ihren Anfang bei den Kegelhelmen und setzt sich später bei den illyrischen Helmen fort.

### B. Zweite Stufe des korinthischen Helms
In der ersten Hälfte des 7. Jahrhunderts wurde der korinthische Helm zu einem fixen Bestandteil der griechischen Hoplitenrüstung. Allmählich wurde dessen Form den physischen Gegebenheiten angepasst.
Es entwickelten sich gleichzeitig zwei Arten seitlicher Ausschnitte, die weiter zur Helmmitte rückten: ein flacher Ausschnitt mit gerundeten Ecken, und einen spitzen Zwickel.
In der zweiten Hälfte des 7. Jahrhunderts veränderte sich das Aussehen der Helme, vor allem die Frontpartie. Der Helm wuchs nach vorne, die Länge der Stirnpartie und des Nasenschirm nahm zu, sie wurden schwerer und massiver als der hintere Teil.

### C. Dritte Stufe des korinthischen Helms
Die Formtraditionen der Helmtypen blieben in der zweiten Hälfte des 6. Jahrhunderts v. Chr. bestehen. Es trat lediglich der Kalottenabsatz hinzu, der diese Gattung von Helmen bis zu ihrem Ende prägte.
Diese Helme waren aufgrund der fortgeschrittenen metallurgischen Entwicklung sehr dünnwandig gefertigt und aufgrund des geringeren Gewichtes erheblich vorteilhafter.
Um eine Schutzwirkung zu erhalten, führte man den Scheitelgrat ein, und verstärkte den Helm mit Graten, Absätzen und Randborten.

## Weiterer Verlauf
Der korinthische Helm war stark an die Schädelform angepasst und schützte in der klassischen Form, die besonders im 5. Jahrhundert v. Chr. von Hopliten in Griechenland getragen wurde, mit Wangenschirmen und Nasenschirm einen Großteil des Gesichtes. Auf zahlreichen Darstellungen sind Krieger zu sehen, die außerhalb des Kampfes den Helm in den Nacken geschoben haben, um das Gesicht und damit die Sicht vollständig frei zu haben. Abbildungen, bei denen der Helm mitten im Kampf nach oben geklappt ist, rühren aus dem künstlerischen Bedürfnis, die individuellen Gesichter der Krieger darstellen zu können.
Durch den Einfluss der griechischen Kolonien an der italienischen Küste gelangte der korinthische Helmtyp auch nach Italien. Aus Süditalien sind Varianten des so genannten apulisch-korinthischen Helmes (auch etrusko-korinthischer Helm) bekannt, bei denen die Wangenschirme miteinander verbunden sind, so dass nur ein kleiner Ausschnitt für die Augen und unterhalb des Nasenstücks frei blieb. Dadurch war der Helm nicht mehr für seine ursprüngliche Tragweise (d. h. den ganzen Kopf bedeckend) geeignet und wurde mehr wie eine Kappe auf dem Kopf getragen, ähnlich der eben erwähnten zurückgeschlagenen Tragweise. Der Helm wurde als einer der gängigsten Typen im Heer der römischen Republik verwendet. 
Im 5. Jahrhundert v. Chr. ging man häufig zu Versionen über, die oben an der Helmkalotte nicht so eng am Kopf anlagen, was den Schutzeffekt vergrößerte. Man verwendete Helme mit rundem Ausschnitt und spitzem Seitenzwickel. Ebenfalls im 5. Jahrhundert v. Chr. kam ein weiterer Helmtyp auf, der mehr vom Gesicht freiließ und somit das Blickfeld vergrößerte und die Atmung erleichterte, der chalkidische Helm. Im 4. Jahrhundert v. Chr. wurde dieser vom attischen Helm abgelöst.
Daneben gab es in hellenistischer Zeit den Piloshelm, den böotischen Helm und den phrygischen Helm.

## Die Verbreitung des korinthischen Helms
Auch wenn man weiß, dass es lediglich 40 Helmfunde in Griechenland selbst gibt, kann man davon ausgehen, dass er dort seinen Ursprung hat. Die geringe Zahl an Funden ist darauf zurückzuführen, dass es in Griechenland nicht üblich war, die Toten mit Schutzwaffen auszurüsten, im Gegensatz zu Italien, wo ein Großteil der Funde Grabfunde darstellen; in Griechenland handelt es sich um Weihegaben. Ein Beispiel ist der Helm des Siegers von Marathon Miltiades, welcher 1940 in Olympia bei Ausgrabungen des Deutschen Archäologischen Instituts in Athen gefunden wurde. Er trägt die Inschrift: MILTIADES ANETHEKEN TOI DI (Miltiades hat… dem Zeus geweiht).
Andere Fundorte lassen darauf schließen, dass der korinthische Helm im ganzen Mittelmeerraum bekannt war. Funde aus Ägypten lassen sich dadurch erklären, dass Söldner aus Griechenland rekrutiert wurden. Der korinthische Helm findet sich auch häufig auf griechischen Münzen. Die Stadt Mesembria nutzte den korinthischen Helm nicht nur als Beiwerk in der seitlichen Abbildung eines Kopfes, sondern als alleiniges Motiv in frontaler Ansicht auf ihren kleineren Silbermünzen (Diobol).

## Bildstrecke

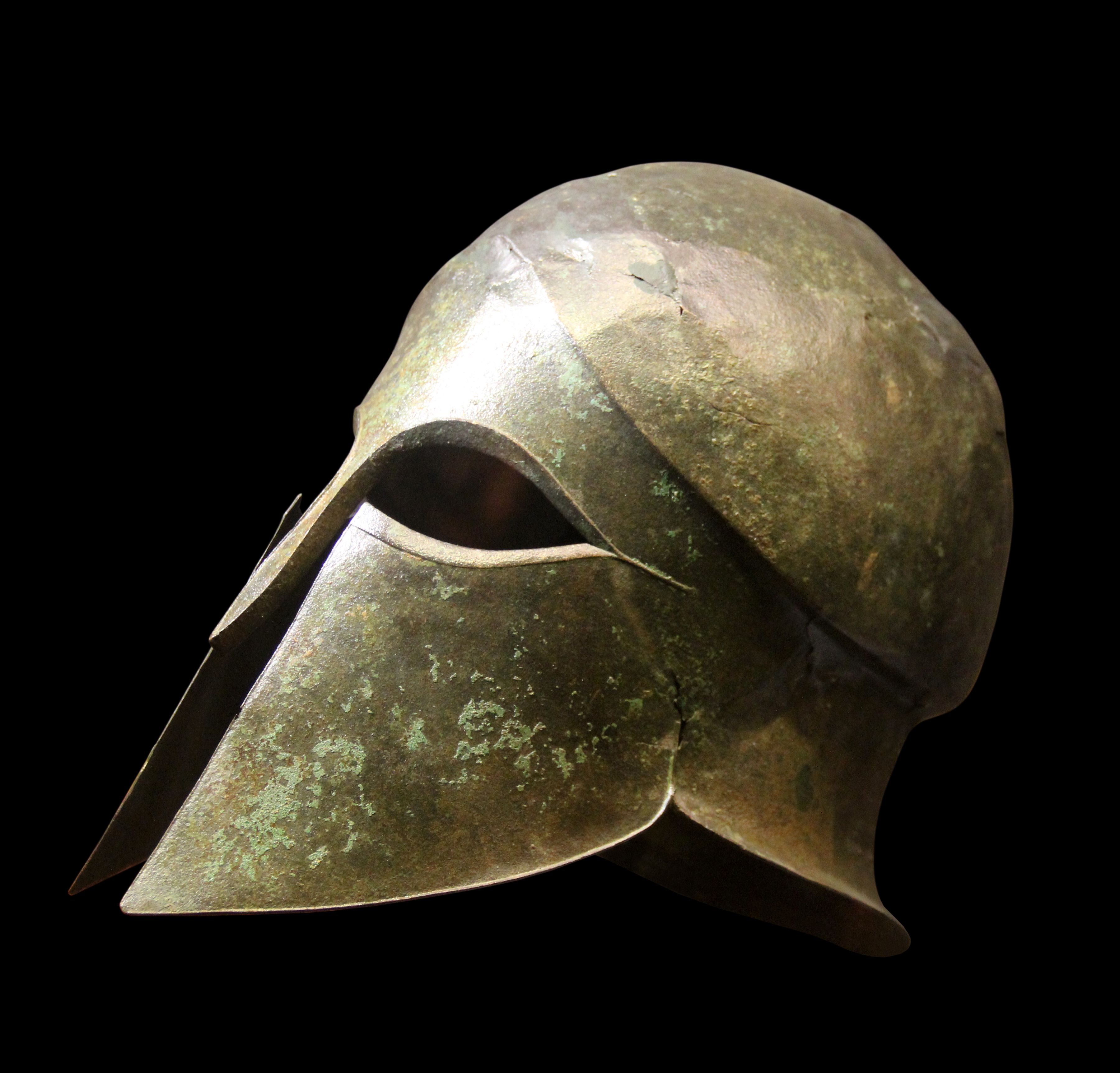
Bild 1
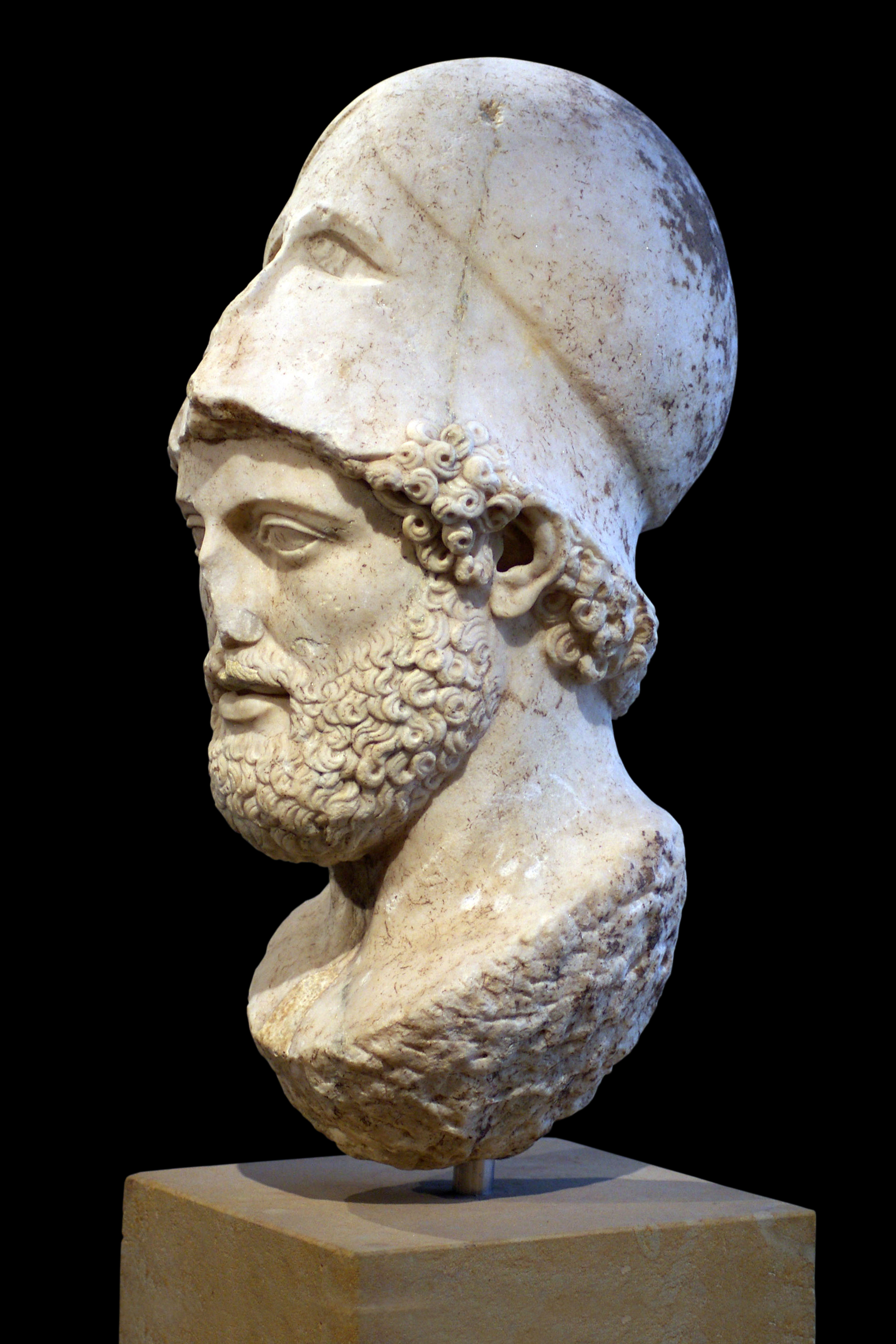
Bild 2
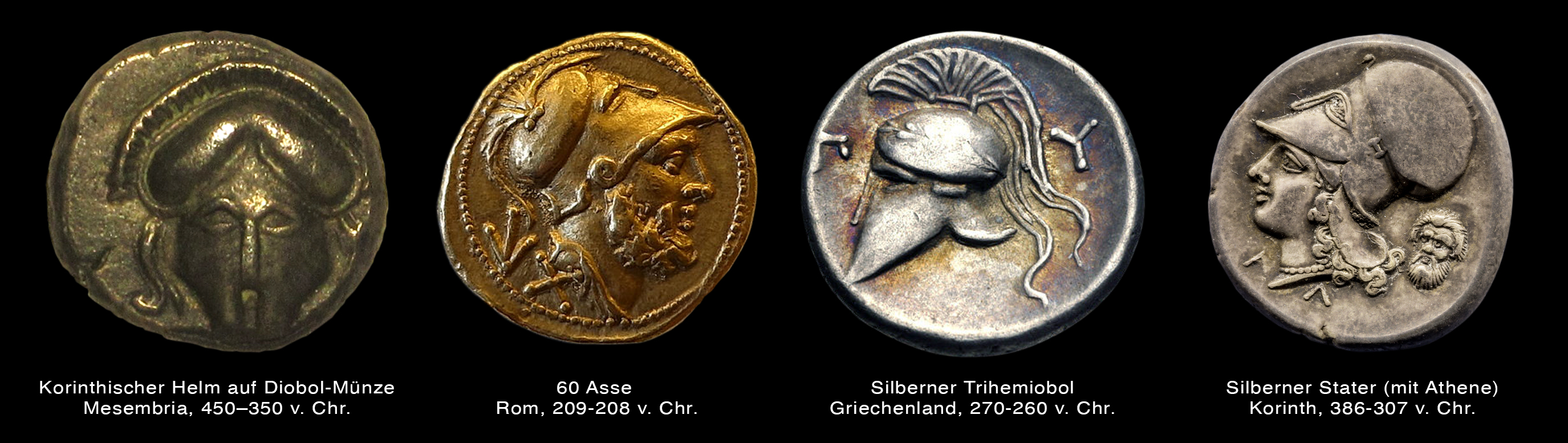
Bild 3
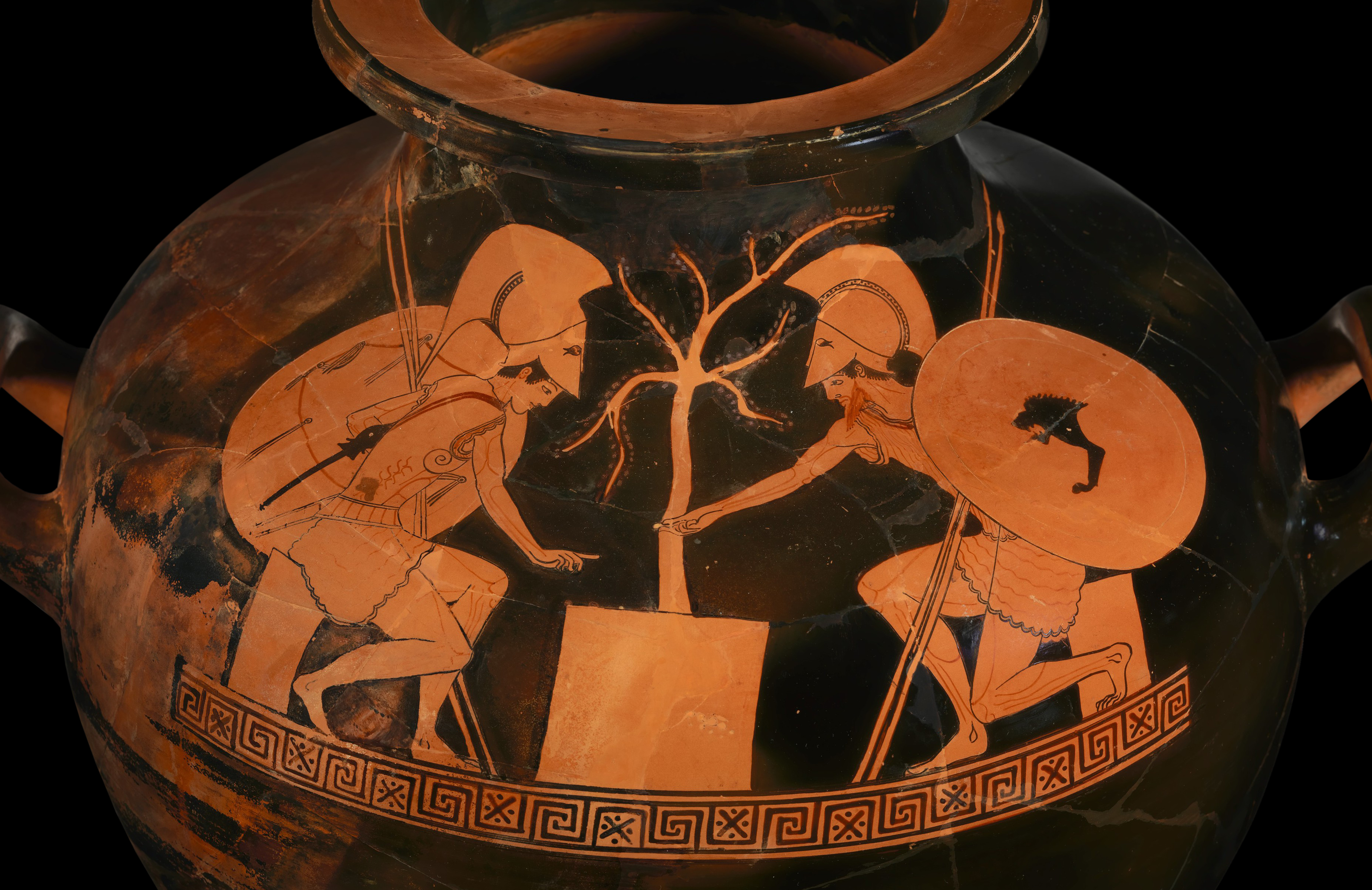
Bild 4
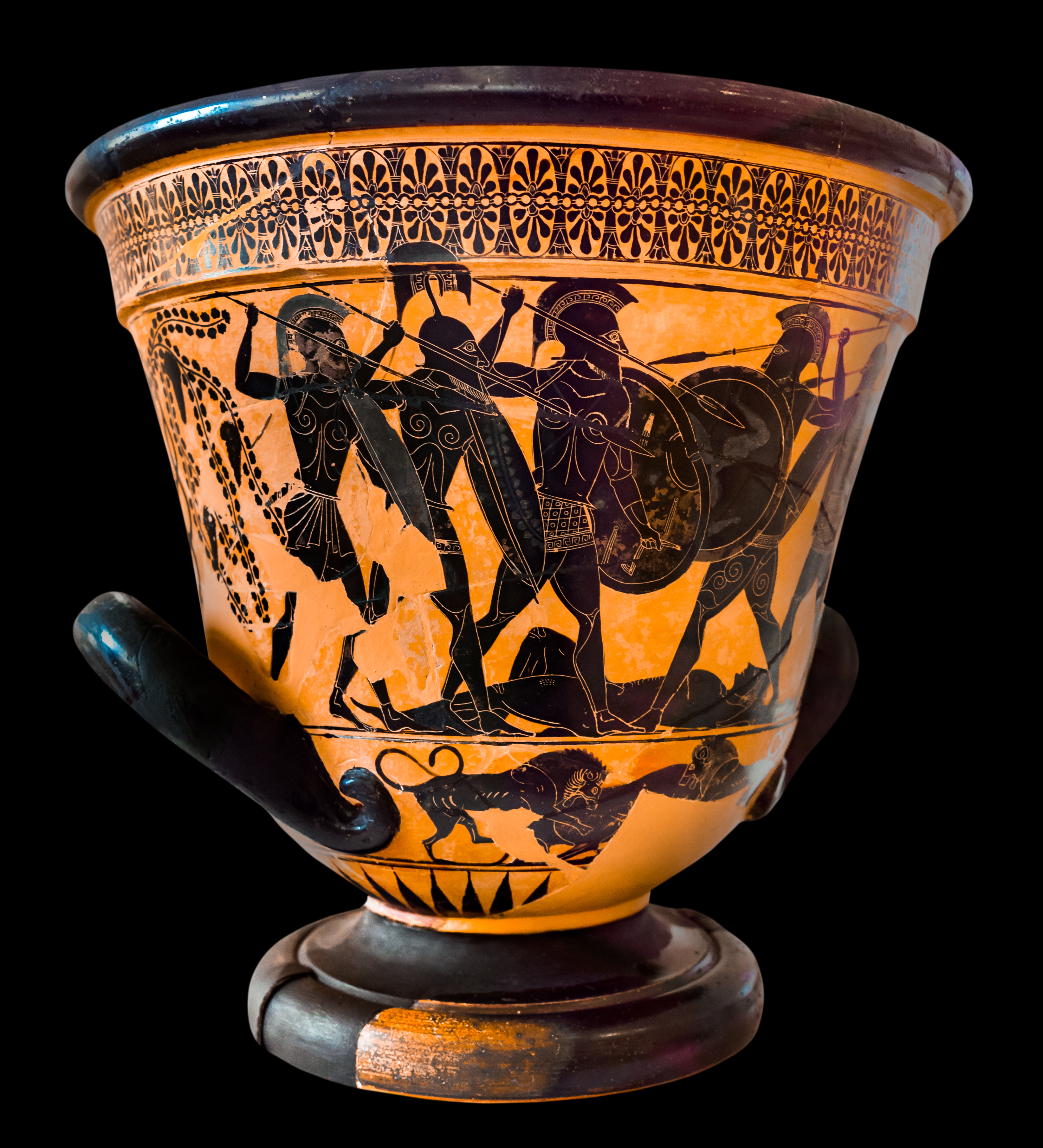
Bild 5
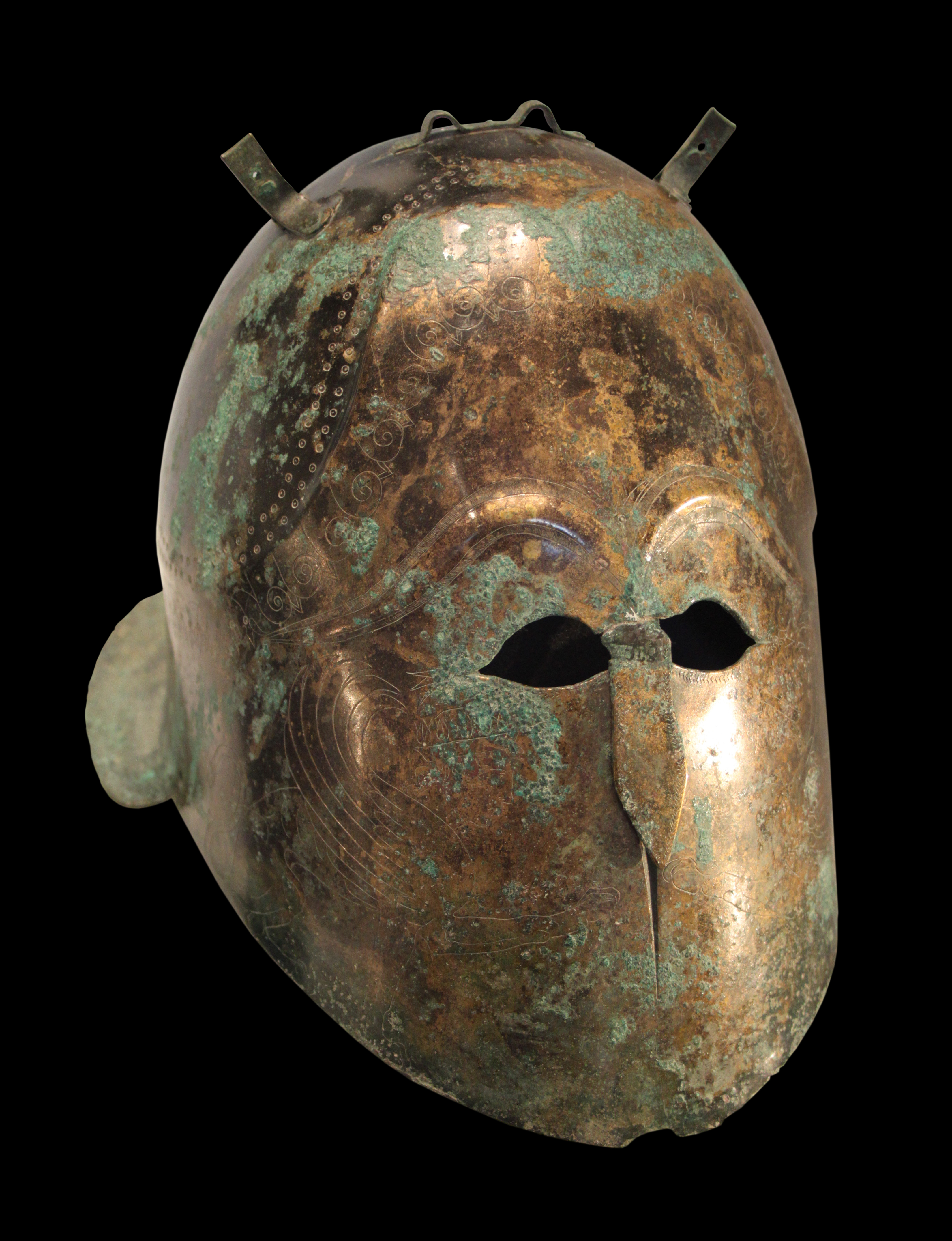
Bild 6

- Bild 1: korinthischer Helm, Bronze, ca. 510 v. Chr.
- Bild 2: Trageweise des Helms außerhalb des eigentlichen Kampfgeschehen (Büste des Perikles)
- Bild 3: verschiedene Münzen unterschiedlicher Orte und Epochen mit korinthischem Helm (nicht maßstabsgetreu)
- Bild 4: Ajax und Achilles bei einem Brettspiel, Rotfiguriger Stil ca. 490 v. Chr.
- Bild 5: Achilles (?), Hektor (?) und 2 weitere Hopliten kämpfen um den Leichnam von Patroklos (?). Kampfszene mit herabgezogenen Helmen Schwarzfigurige Vasenmalerei ca. 530 v. Chr.
- Bild 6: Ein Apulisch-Korinthischer Helm aus Süditalien, der nur noch entfernt an die griechische Urform erinnert